# لوئیس هربرت گری
لوئیس هربرت گری (به انگلیسی: Louis Herbert Gray) (متولد ۱۸۷۵ نیوارک، نیوجرسی- درگذشت ۱۹۵۵) خاورشناس آمریکایی بود. او از دانشگاه پرینستون به سال ۱۸۹۶ و دانشگاه کلمبیا (مدرک دکترا، سال ۱۹۹۰) فارغ‌التحصیل شد.
زمینه کاری او، متون اوستا بود.
او به عنوان همیار آمریکایی در Orientalische Bibliographie در سال‌های ۱۹۰۰ تا ۱۹۰۶ کار کرد. در سال‌های ۱۹۰۴-۱۹۰۵ به عنوان مترجم برای دانشنامه یهود Jewish Encyclopedia کار کرد. همیار ویراستار Hastings Encyclopædia of Religion and Ethics در سال‌های ۱۹۰۵-۱۹۱۵ (چاپ ادینبرو) بود. ویراستار Mythology of all Races (اسطوره‌شناسی همه نژادها) در سال‌های ۱۹۱۵-۱۹۱۸ بود. مترجم Subandhu's Vasavadatta در سال ۱۹۱۳ و سپس در سال ۱۹۲۱ به عنوان استاد در دانشگاه Nebraska کار کرد. کتاب واژه‌شناسی (Phonology)، به عنوان جلد دوم سری‌های ۱۳ جلدی هندو-ایرانی دانشگاه کلمبیا توسط انتشارات دانشگاه کلمبیا در ۱۹۰۲ چاپ شد و توسط ویلیام جکسون، ویرایش شد.
او یکی از عضو هیئت مذاکره کنندگان صلح پاریس (۱۹۱۸) و کارمند سفارت آمریکا بود.

## آثار
- Louis Herbert Gray (۱۹۰۲). Indo-Iranian Phonology: With Special Reference to the Middle and New Indo-Iranian Languages. New York: Columbia University Press.
- Gray, Louis H. & Mumford, Ethel Watts (۱۹۰۴). The Hundred Songs of Kamal ad-Din of Isfahan. New York: Charles Scribner's Sons.

## مطالعه بیشتر
- دانشنامه ایرانیکا